# Bjarne Corydon

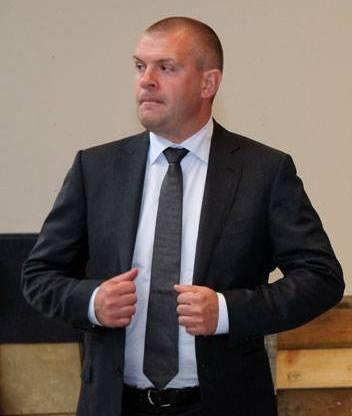
Bjarne Corydon (2013)

Bjarne Fog Corydon (Kolding, 1 maart 1973) is een Deense dagbladchef en voormalig politicus van de socialdemokraterne. Hij was van 2011 tot 2014 minister van financiën in de regering Helle Thorning-Schmidt.

## Biografie
Corydon studeerde aan de Universiteit van Aarhus. In 1992 werd hij lid van de Deense sociaaldemocratische partij: de Socialdemokraterne. Vanaf 1996 was hij medewerker van het partijbureau in het Europees Parlement, onder andere als vervanger tijdens het moederschapsverlof van bureauvoorzitster Helle Thorning-Schmidt.
Na het voltooien van zijn studies in 2000 werd hij partijadviseur in economische zaken.
In 2005 werd hij stafchef van toenmalig partijvoorzitster Helle Thorning-Schmidt en hoofd van de analyse- en informatieafdeling van de partij. In die functie was hij samen met Henrik Sass Larsen toonaangevend bij de toenemende samenwerking met de Socialistisk Folkeparti.
Bij de Deense parlementsverkiezingen van 2011 behaalde hij een zetel in de Folketing als vertegenwoordiger van de kieskring Zuid-Jutland en was vervolgens minister van financiën tot 2014. Hij verliet de Folketing en de politiek in 2016. Na een periode bij McKinsey werd hij in 2018 CEO en hoofdredacteur van de Deense zakenkrant Børsen.  